# Indigofereae
Tribu
Classification phylogénétique
Les Indigofereae sont une tribu de plantes dicotylédones de la famille des Fabaceae, sous-famille des Faboideae, originaire des régions tropicales et subtropicales, principalement d'Afrique et d'Asie, qui compte six genres et environ 800 espèces.

## Liste des genres
Selon NCBI (14 août 2018) :
- Cyamopsis DC., 1825
- Indigastrum
- Indigofera L., 1753
- Microcharis Benth., 1865
- Phylloxylon Baill., 1861
- Rhynchotropis Harms, 1901